# واوکس ات چنتگرو
واوکس ات چنتگرو (به فرانسوی: Vaux-et-Chantegrue) یک کمون در فرانسه است که در Canton of Mouthe واقع شده‌است.

## خصوصیات
واوکس ات چنتگرو ۱۳٫۹۸ کیلومترمربع مساحت و ۵۶۳ نفر جمعیت دارد.